# Ophiochondrus
Genre
Ophiochondrus est un genre d'ophiures de la famille des Ophiacanthidae.

## Liste des espèces
Selon World Register of Marine Species (28 février 2019) :
- Ophiochondrus armatus (Koehler, 1907)
- Ophiochondrus convolutus Lyman, 1869
- Ophiochondrus crassispinus Lyman, 1883
- Ophiochondrus gracilis Verrill, 1899
- Ophiochondrus granulatus Koehler, 1914
- Ophiochondrus stelliger Lyman, 1879
- Ophiochondrus variospinus Stöhr, 2011

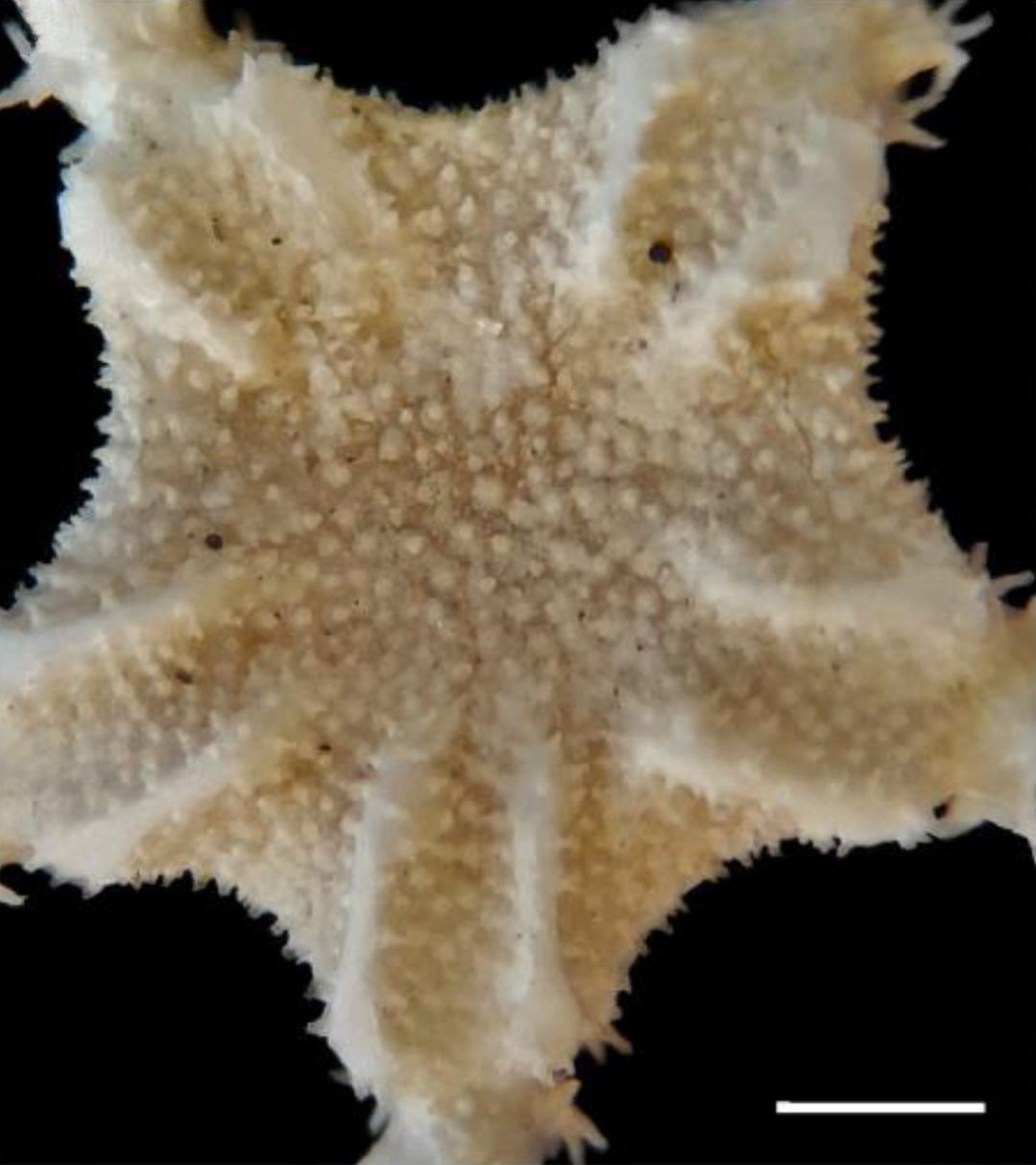
Ophiochondrus armatus.
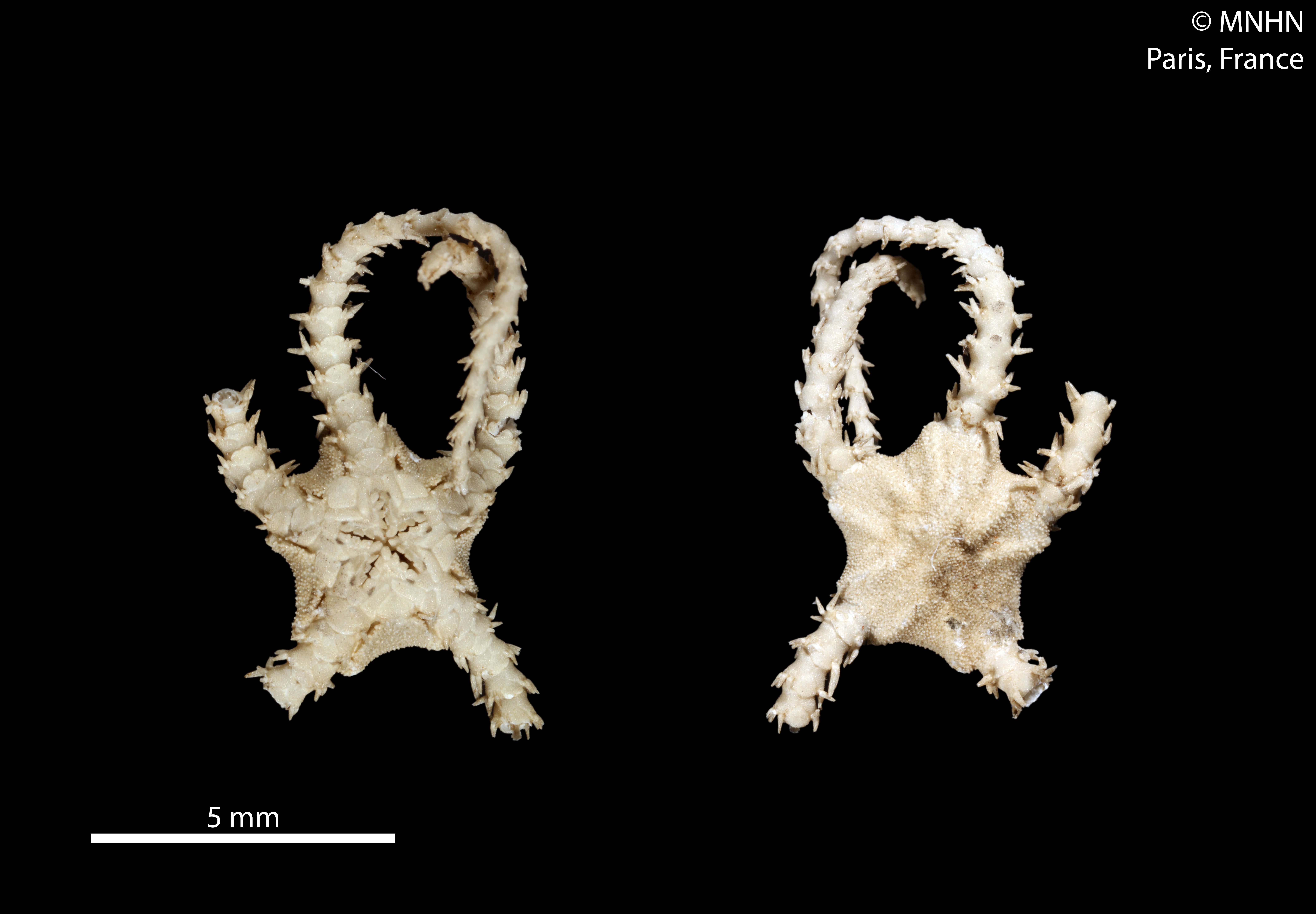
Ophiochondrus stelliger.
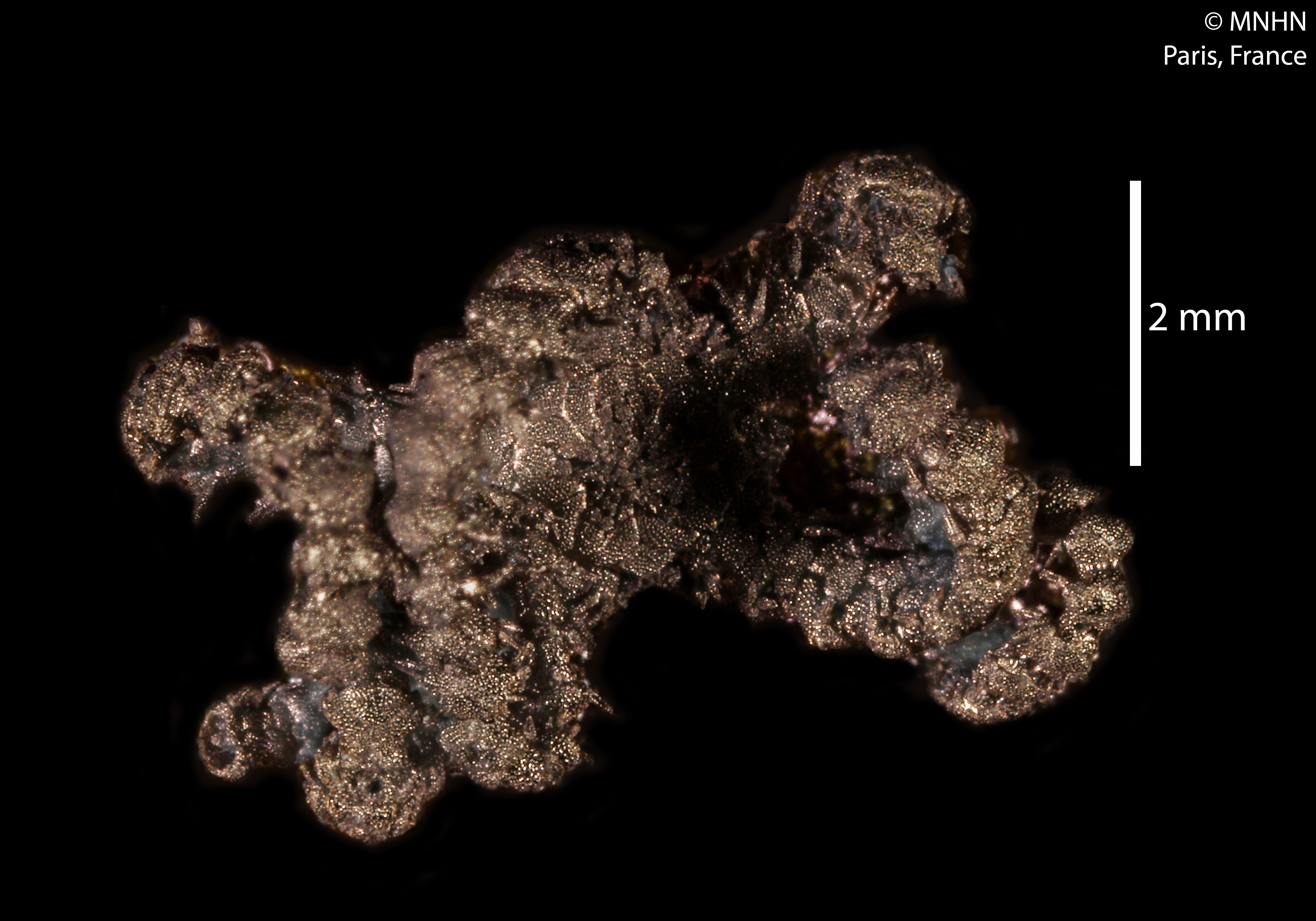
Ophiochondrus variospinus.